# Yves Klein
Yves Klein (Nica, 28. travnja 1928. – Pariz, 6. lipnja 1962.) bio je francuski umjetnik i važna figura u poslijeratnoj europskoj umjetnosti. Bio je vodeći član francuskog umjetničkog pokreta Nouveau réalisme koji je 1960. osnovao umjetnički kritičar Pierre Restany. Klein je bio pionir u razvoju performancea u likovnoj umjetnosti, a smatra ga se među europskim umjetnicima prethodnikom minimalne umjetnosti, kao i pop umjetnosti. Vrlo prepoznatljiv aspekt njegovog rada je korištenje ultramarinske nijanse plave boje, kasnije definirane kao International Klein Blue (IKB).